# Ben Garner (Squashspieler)
Ben Garner (* 24. Mai 1980 in Redhill) ist ein ehemaliger englischer Squashspieler.

## Karriere
Ben Garner begann seine Profikarriere 1999 und gewann zwei Titel auf der PSA World Tour. Seine höchste Platzierung in der Weltrangliste erreichte er mit Rang 39 im Mai 2006. 2002 und 2003 stand er im Hauptfeld der Weltmeisterschaft. Beide Male schied er in der ersten Runde aus. Seine letzte Saison bestritt er 2006 und nahm eine Trainertätigkeit in Baltimore auf. Bis 2009 nahm er noch an Profiturnieren teil, die er selbst in Baltimore mitorganisierte.
Sein Bruder Tim Garner war ebenfalls als Squashspieler aktiv.

## Erfolge
- Gewonnene PSA-Titel: 2